# Filip Drzewiecki
Filip Drzewiecki (* 1. Mai 1984 in Danzig) ist ein polnischer Eishockeyspieler, der seit Februar 2015 erneut beim KS Cracovia in der Ekstraliga unter Vertrag steht.

## Karriere

### Club
Filip Drzewiecki begann seine Karriere als Eishockeyspieler in der Jugendabteilung von Stoczniowiec Gdańsk in seiner Geburtsstadt. 2002 ging er für ein Jahr zur Szkoła Mistrzostwa Sportowego, der Nachwuchsakademie des polnischen Eishockeyverbandes, für dessen Mannschaft er eine Spielzeit in der zweitklassigen I liga auf dem Eis stand. Anschließend kehrte an die Ostseeküste zurück und spielte für seinen Stammverein in der Ekstraliga. 2005 gewann er mit seiner Mannschaft den baltischen Eishockeypokal. 2007 wechselte er zum KS Cracovia, mit dem er 2008 und 2009 polnischer Landesmeister wurde. Nach drei Jahren verließ er die traditionsreiche Universitätsstadt und spielte zunächst beim KH Sanok, bei dem er allerdings lediglich einige Spiele absolvierte, bevor er noch 2010 nach Danzig zurückkehrte und in seiner dortigen Zeit 2011 in das All-Star-Team der Ekstraliga gewählt wurde. Als Stoczniowiec 2011 den Spielbetrieb im Erwachsenenbereich aus finanziellen Gründen einstellen musste, wechselte er für ein Jahr zum JKH GKS Jastrzębie und zog dann zum GKS Katowice weiter. 2014 verließ er die Metropole des schlesischen Steinkohlereviers und kehrte nach Jastrzębie-Zdrój zurück, aber bereits im Februar 2015 war auch seine dortige Zeit vorbei und seither spielt er wieder für den KS Cracovia, mit dem er 2016 und 2017 erneut polnischer Meister sowie 2016 auch Pokalsieger wurde.

### International
Für Polen nahm Drzewiecki im Juniorenbereich an der Division II der U18-Junioren-Weltmeisterschaft 2002 sowie der Division I der U20-Junioren-Weltmeisterschaft 2004 teil.
Im Seniorenbereich stand er im Aufgebot seines Landes bei den Weltmeisterschaften der Division I 2010 und 2011. Zudem spielte er für Polen bei der Olympiaqualifikation für die Olympischen Winterspiele in Vancouver 2010.

## Erfolge und Auszeichnungen
- 2002 Aufstieg in die Division I bei der U18-Weltmeisterschaft der Division II
- 2005 Gewinn des baltischen Eishockeypokals mit Stoczniowiec Gdańsk
- 2008 Polnischer Meister mit dem KS Cracovia
- 2009 Polnischer Meister mit dem KS Cracovia
- 2011 All-Star-Team der Ekstraliga
- 2016 Polnischer Meister und Pokalsieger mit dem KS Cracovia
- 2017 Polnischer Meister mit dem KS Cracovia

## Ekstraliga-Statistik
(Stand: Ende der Spielzeit 2017/18)